# Chaetomiopsis dinae
Chaetomiopsis dinae är en svampart som beskrevs av Moustafa & Abdul-Wahid 1990. Chaetomiopsis dinae ingår i släktet Chaetomiopsis och familjen Chaetomiaceae.   Inga underarter finns listade i Catalogue of Life.